# Driller
Driller es un personaje ficticio del Universo de Transformers. Su primera aparición es en la tercera entrega cinematográfica de la saga de películas de Michael Bay, Transformers: el lado oscuro de la luna, su afiliación es de los Decepticons y es la mascota de Shockwave.

## Historia
Los Drillers son un tipo de forma de vida subterránea nativa de Cybertron, y muchas de esas criaturas demasiado peligrosas sobre o debajo de la superficie del planeta. Así que, naturalmente, Shockwave mantiene una como mascota.
Años atrás, antes de que comenzara la guerra en Cybertron, cuando Sentinel Prime y Megatron hicieron un pacto en Cybertron, un Driller ayudó a los Decepticons a encontrar pilares de Energon, apareció en eso Sentinel Prime estaba atacando a sus propios compañeros Autobots y en ese momento Driller atacó gran mayoría de Autobots, dejando a Sentinel Prime y algunos de sus soldados con vida, Megatron junto con Starscream, Soundwave y Shockwave se quedaron asombrados ante el magnífico poder de esas criaturas.
En algún momento antes o durante la guerra, Shockwave capturó y doméstico un Driller si era la misma criatura que lo salvo en aquella guerra de antemano u otro miembro de su especie por lo que desconoce, y lo trajo a la Tierra con él, en donde Astrotrain había construido una jaula para controlar a esa criatura.
Con el tiempo Driller pasó a ser un gran sirviente de Shockwave ya que para él era un "magnífico soldado" y esta criatura decidió más trabajar para el, ya que lo ayudaba a que se alimentara del Energon que les quitaba a los Autobots.
Durante el cómic la conexión de Revenge of The Fallen y Dark of The Moon asesina a Mudflap.

## Película live-action

### Transformers: el lado oscuro de la luna (2011)
En la primera parte de la película, fue convocado junto a su maestro, para atacar a Optimus Prime cuando NEST fue llamado a Chernobyl por Alexi Voskhod. Esto fue solo una mala dirección, para asegurar que los Autobots no se dieran cuenta de que los Decepticons realmente querían que ellos encontraran la celda de combustible del Arca ubicada dentro de la instalación. Después de que Optimus recuperó la pila de combustible del Driller, Shockwave surgió de ella para revelarse a Optimus, y el par se retiró rápidamente bajo tierra. La experiencia dejó a Optimus algo sacudido, y enojado con los humanos que habían ocultado el Arca de los Autobots.
Más tarde, Driller estuvo presente en Chicago durante la invasión de Decepticons, demostrando ser una amenaza mortal desde abajo, separando a Optimus de su remolque y la tecnología de vuelo que poseía.
Se arrastró camino a través de un rascacielos por el comando de Shockwave para sacar a Sam Witwicky y sus aliados, y causó que el edificio se rompiera en la mitad, la parte superior golpeando contra otro edificio. Cuando Driller entró para matar a los humanos, Optimus, con el jet pack y armas mejoradas de su remolque, lo atacó en el aire. El alcance del Driller con sus tentáculos fue obstaculizado por el edificio, ya que trató de luchar, y Optimus lo contraatacó golpeando todo su cuerpo a través de su cuello, matándolo. Su cuerpo parcialmente cortado se estrelló a la calle abajo.